# Pitteo
Nella mitologia greca Pitteo in greco antico: Πιτθεύς? era uno dei figli di Pelope ed Ippodamia. Salì al trono dopo Trezene nell'omonima città, e lì fece costruire il più antico tempio greco dedicato ad Apollo Tearco.

## Mitologia
Era considerato un uomo molto saggio, infatti troviamo in Euripide il raccondo di come riuscì ad interpretare un oscuro responso che l'Oracolo Pizia comunicò a Egeo: l'oracolo prevedeva un futuro da eroe per il figlio
Il significato di quella profezia fu presa in seria considerazione da Pitteo e pare che decise di stordirlo con l'alcol per farlo unire con la figlia Etra, la quale la stessa notte si unì al Dio del Mare Poseidone.
Da quell'unione nacque Teseo, il futuro re di Atene.
Pitteo quindi tenne con sé il nipote e lo educò fino all'età di 16 anni, avvicinandolo alla Ginnastica e alla Musica.
Quando Teseo crebbe, ebbe un figlio dall'amazzone Antiope chiamato Ippolito, che mandò a vivere con Pitteo. Egli lo riconobbe come figlio e di conseguenza come erede al trono di Trezene
Il fratello di Pitteo, Atreo, ebbe tre figli di cui due furono i famosi Agamennone e Menelao.

### Fonti antiche
- Ovidio, Metamorfosi VIII, 622